# Brzina (Svatý Jan)
Brzina (německy Bresin a Radau) je malá vesnice, část obce Svatý Jan v okrese Příbram ve Středočeském kraji. Nachází se asi jeden kilometr západně od Svatého Jana. Vesnicí protéká Brzina. Je zde evidováno 24 adres. V roce 2011 zde trvale žilo sedmnáct obyvatel.
Brzina leží v katastrálním území Drážkov o výměře 5,68 km².

## Historie
První písemná zmínka o vesnici pochází z roku 1352.

## Obyvatelstvo
| Rok            | 1869 | 1880 | 1890 | 1900 | 1910 | 1921 | 1930 | 1950 | 1961 | 1970 | 1980 | 1991 | 2001 | 2011 | 2021 |
| -------------- | ---- | ---- | ---- | ---- | ---- | ---- | ---- | ---- | ---- | ---- | ---- | ---- | ---- | ---- | ---- |
| Počet obyvatel | 201  | 179  | 149  | 47   | 58   | 143  | 51   | 117  | 118  | 49   | 43   | 29   | 23   | 17   | 14   |
| Počet domů     | 23   | 23   | 23   | 7    | 9    | 9    | 11   | 30   | 30   | 11   | 11   | 11   | 11   | 15   | 13   |

## Pamětihodnosti
- Na okraji vesnice u mostu přes potok Brzina se nachází kamenná boží muka. Na spodní části je uvedená špatně čitelná datace 18?? a zpola čitelný nápis.

## Galerie

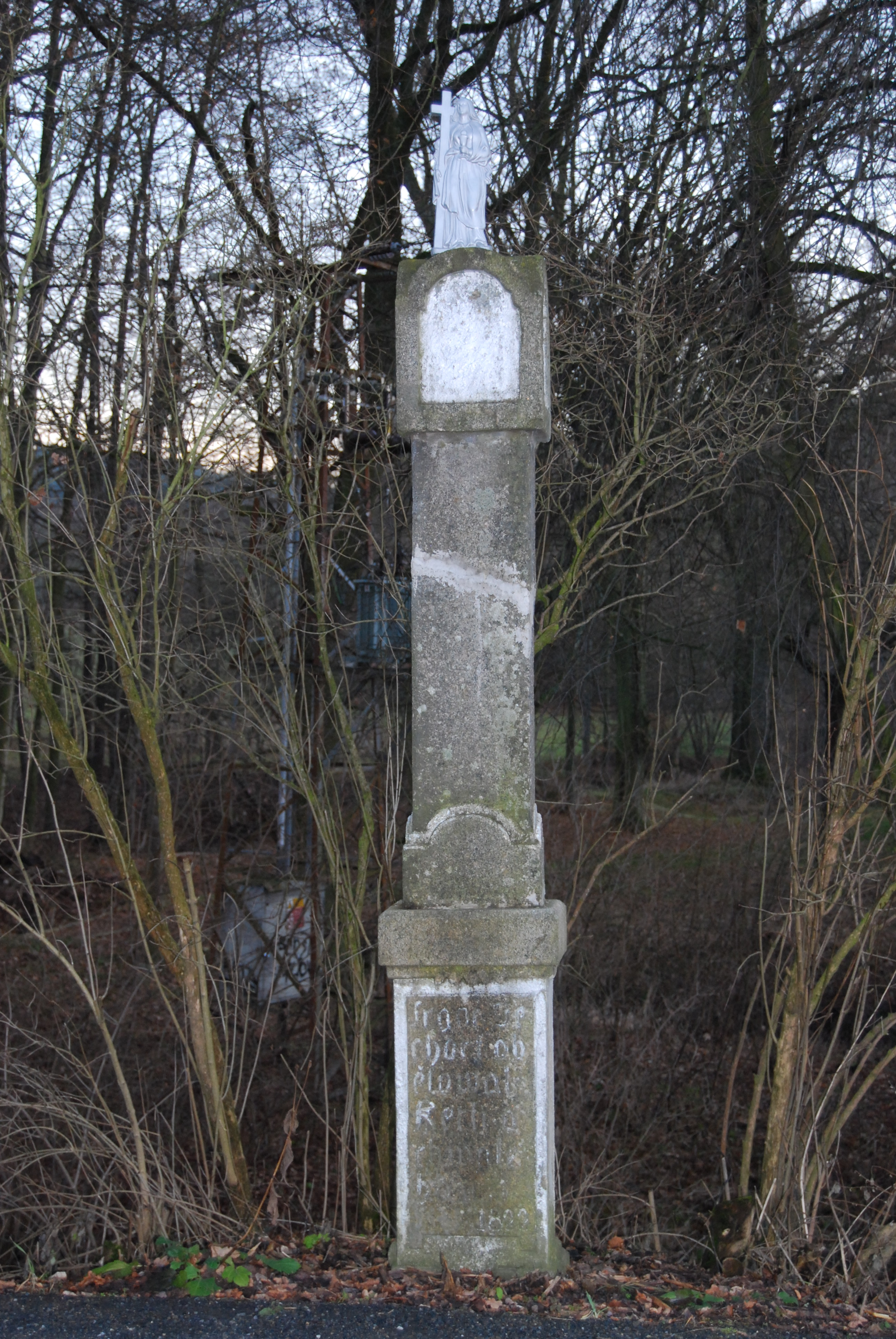
Boží muka u mostu
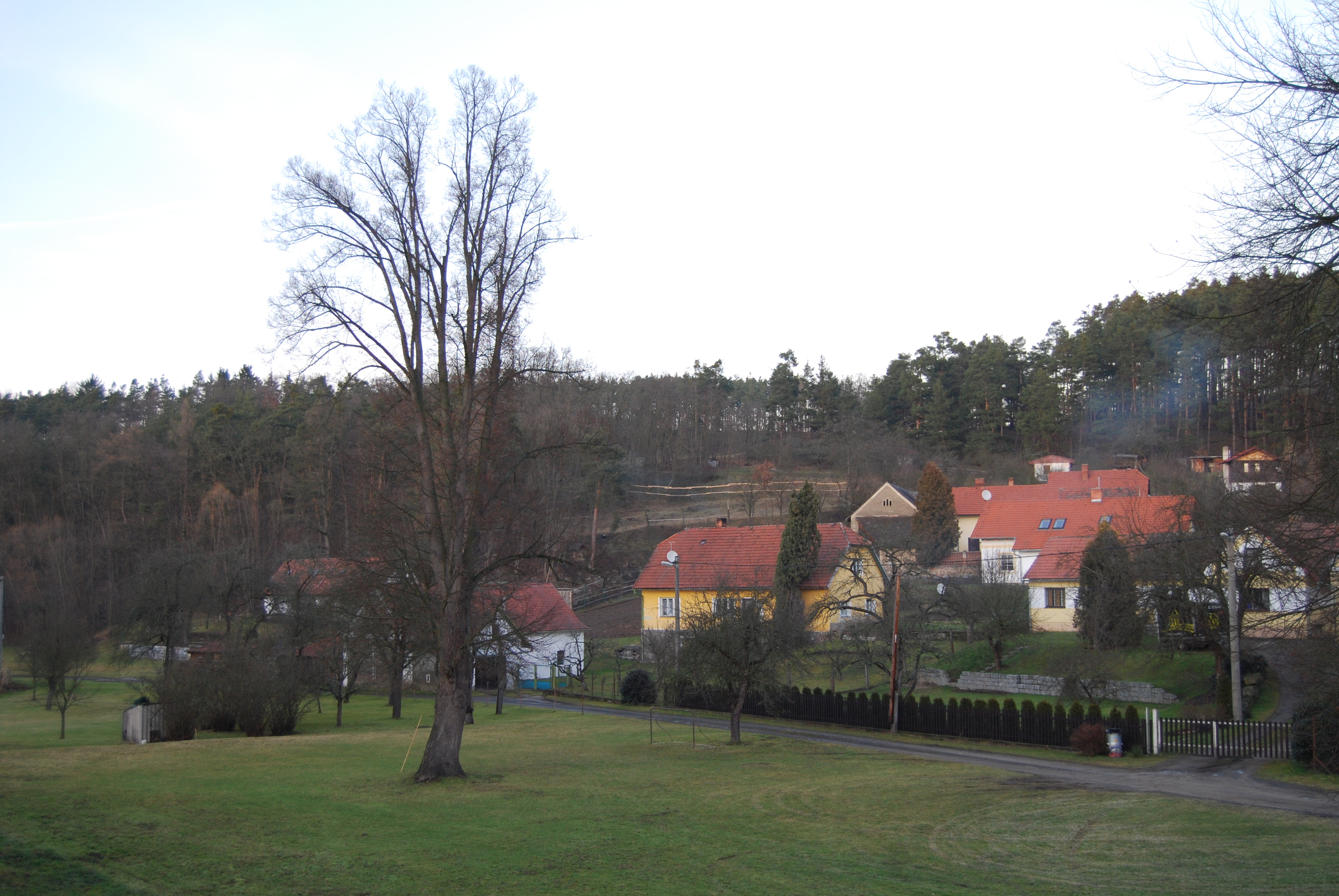
Část vesnice